# Holztraubach (Mallersdorf-Pfaffenberg)
Holztraubach ist ein Gemeindeteil des Marktes Mallersdorf-Pfaffenberg und eine Gemarkung im niederbayerischen Landkreis Straubing-Bogen. Die Gemeinde Holztraubach bestand bis 1971.

## Lage
Das Pfarrdorf Holztraubach liegt etwa drei Kilometer nordwestlich von Mallersdorf in der Nähe der Grenze zur Oberpfalz.

## Geschichte
Holztraubach ist urkundlich erstmals Mitte des 12. Jahrhunderts erwähnt. Es hat seinen Namen aus dem Geschlecht derer von Traubach und bildete eine Hofmark im Landgericht Pfaffenberg. Das Recht zur Besetzung der Pfarrstelle lag bis zur Säkularisation 1803 beim Kloster Seligenthal. 1840 hatte das Pfarrdorf Holztraubach 36 Häuser und 179 Einwohner.
Die Gemeinde Holztraubach gehörte zum Landgericht Mallersdorf, Bezirksamt Mallersdorf und schließlich zum Landkreis Mallersdorf. 1964 hatte die Gemeinde eine Fläche von 672,5 Hektar und die Gemeindeteile Holztraubach, Hochstetten, Hörgelsdorf, Lehrlbach und Scharn. Im Zuge der Gebietsreform wurde die Gemeinde Holztraubach am 1. April 1971 in die Gemeinde Pfaffenberg und mit dieser am  1. Juli 1972 in den neuen Markt Mallersdorf-Pfaffenberg eingegliedert. Heute hat Holztraubach etwa 200 Einwohner.

## Sehenswürdigkeiten
- Pfarrkirche St. Laurentius. Sie wurde 1889 bis 1894 im neuromanischen Stil erbaut und vom Regensburger Bischof Ignatius von Senestrey eingeweiht.

## Vereine
- Freiwillige Feuerwehr Holztraubach
- Katholische Landjugend Holztraubach
- Schützenverein „Waldrose“ Holztraubach
- Theatergruppe Holztraubach